# Hippobosca camelina
Hippobosca camelina är en tvåvingeart som beskrevs av Leach 1817. Hippobosca camelina ingår i släktet Hippobosca och familjen lusflugor. Inga underarter finns listade i Catalogue of Life.